# Таран, Григорий Афанасьевич
Григорий Афанасьевич Таран (род. 16 июня 1937 года, Никополь) — советский легкоатлет. Серебряный призёр чемпионата СССР по бегу на длинные дистанции. Многократный чемпион УССР. Экс-рекордсмен мира в беге на 3000 метров с препятствиями (1961). Мастер спорта СССР международного класса.

## Биография
Григорий Афанасьевич Таран родился в городе Никополь Днепропетровской области. Его отец был кузнецом. Григорий окончил в родном городе среднюю школу. Там и до сих пор висит мемориальная доска с его портретом и сведениями. Тренировался под руководством Владимира Дмитриевича Бредихина. Окончив школу, Таран поехал в Киев поступать в Киевский институт физической культуры, выступал за спортивное общество «Динамо».
В институте его тренером был Козлов. Всю зиму они готовились к соревнованиям. И, неожиданно для всех, 28 мая 1961 года молодой никому неизвестный спортсмен установил мировой рекорд — 8 минут и 31,2 секунды, опередив поляка Здзислава Кшишковяка и советского спортсмена Николая Соколова.
Также Таран собирался ехать на олимпиаду 1964 года в Токио, но повредил ахиллово сухожилие и ушёл из спорта, посвятив себя тренерской работе.
В Киеве он встретил свою любовь с которой прожил уже 57 лет, воспитав дочь и двоих внуков, при этом его дочь и сама подавала много надежд в лёгкой атлетике, но решила уйти в медицину и стала педиатром.
Таран проживает сейчас с семьей в г. Ржищев, Украина.
По информаци, полученной от дочери и внучки Григория, 16 апреля 2023 года, Таран скончался во сне и был похоронен 17 апреля на местном кладбище г. Рживева, а через год, 17 апреля 2024 скончалась от рака желудка его жена, Таран Ирина Ивановна, была похоронена рядом с мужем на Ржищевском кладбище. На данный момент у них осталась дочь, внук и внучка. 